# Ionas
La Ionas è una nave ro-ro passeggeri appartenente alla Classe Superflex 2000.

## Caratteristiche
Come le altre unità della classe, lo Ionas è un traghetto bidirezionale, dotato di prua e poppa simmetriche. Una delle caratteristiche salienti del progetto è la mancanza di una vera e propria sala macchine: in configurazione originale la Ionas e le gemelle erano infatti dotate di dieci generatori Diesel Cummins posizionati in locali insonorizzati sul ponte principale, che fornivano potenza a quattro propulsori azimutali e la potenza elettrica per i servizi di bordo. In seguito otto diesel-generatori Cummins furono sostituiti con quattro Iveco, portando la potenza totale a 2.790 kW e quella elettrica generata a 2.734 kW.
La classe Superflex è a sua volta divisa in due sottoclassi, le "Tipo III" e "Tipo IV", caratterizzate da una diversa configurazione degli spazi garage. Le "Tipo IV", delle quali la Ionas fa parte, in configurazione originale potevano trasportare 16 trailer, 90 automobili e 293 passeggeri, mentre le "Tipo III" avevano maggiore spazio dedicato ai trailer.
Nel periodo di proprietà della Bluvia le rampe di accesso al ponte garage inferiore furono modificate; in seguito, dopo l'acquisto da parte di un armatore greco, la nave fu sottoposta ad ulteriori lavori alle sovrastrutture.

## Storia operativa
Ottava di una serie di quindici unità, la nave fu varata il 14 aprile 1988 presso il cantiere navale di Southwick con il nome di Superflex Hotel. Venne consegnata alla compagnia proprietaria, la danese Vr Shipping, nel maggio successivo, ma l'entrata in servizio effettiva avvenne solo nel giugno 1990. Negli anni seguenti la nave fu noleggiata alla Scarlett Lines e messa in servizio tra Copenaghen e Landskrona o Helsingborg (Svezia), prendendo nel 1993 il nome di Freja Scarlett. Con il fallimento della compagnia nell'ottobre 1993 la nave fu nuovamente fermata, rimanendo in disarmo fino al 1995, quando fu ceduta insieme alla gemella Superflex Golf ad una compagnia di navigazione spagnola, la ISNASA. Rinominata Miguel Hernandez, fu utilizzata per collegamenti dalla Spagna verso il Marocco e la Tunisia. Tuttavia, nel 1998 anche la ISNASA fallì e il traghetto fu disarmato ad Algeciras. Vi rimase fino al 2003, quando fu acquistato, sempre insieme alla gemella, dalla società genovese EneRmaR.
Dopo essere stato ristrutturato a Genova, fu messo in servizio tra Palau e La Maddalena nell'agosto 2004. Tuttavia, solo un anno dopo, nel settembre 2005, la nave fu ceduta a Bluvia, insieme alla gemella Razzoli, in cambio delle unità gemelle Agata e Pace.
Immessa sulla rotta Villa San Giovanni - Messina, il suo impiego causò molte polemiche per i diversi incidenti e avarie di cui la nave si rese protagonista e finì per navigare molto poco sulle acque dello stretto di Messina. Rinominata Mongibello, in ricordo di una storica unità delle Ferrovie dello Stato in servizio dal 1949 al 1993, nel novembre 2008 fu fermata a tempo indeterminato dalla Capitaneria di porto di Messina per gravi inefficienze. Rimasta, dunque, ferma coattivamente per anni in condizioni di abbandono presso la banchina adiacente alle invasature ferroviarie del porto di Messina, la nave viene messa in vendita da Bluvia a settembre 2011 e acquistata dalla Corfù Superflex II Ltd, società avente sede legale nelle isole Marshall. Ribattezzata Ionas, fu immatricolata nel compartimento cipriota di Limassol. Lasciò Messina alla volta della Grecia per i necessari lavori di ristrutturazione, come già avvenuto per la gemella Reggio, rinominata Dorieus, il 31 luglio 2012, trainata dal rimorchiatore greco Michalis S.
Giunta in Grecia, la nave fu sottoposta a dei lavori di ristrutturazione ed entrò in servizio, nel marzo 2014, tra Corfù e Igoumenitsa. Già a maggio la Ionas cambiò rotta, venendo noleggiata ad una compagnia russa e prestando servizio in Crimea. Nell'aprile 2015 la Ionas fu noleggiata alla estone Saaremaa Laevakompanii, entrando in servizio a giugno tra Virtsu e Kuivatsu. Nel 2016 la nave fu noleggiata ad un'altra compagnia estone, che continuò a utilizzarla sulla stessa rotta. In seguito, terminato il noleggio, la Ionas tornò a collegare Corfù e Igoumenitsa.

## Navi gemelle
- Nikolaos (già Superflex Alfa)
- Mercandia VIII (già Superflex Bravo)
- Besparmak (già Superflex Charlie)
- Gitte 3 (demolita nel 2010, già Superflex Delta)
- Superflex Trader (già Superflex Echo)
- Pantokrator (già Superflex Foxtrot)
- Olympiada (già Reggio, già Superflex Hotel)
- Rosmala (già Superflex India)
- Victorious-5 (già Superflex Juliet)
- Ersai 4 (già Superflex Kilo)
- Baia del Espiritu Santo (già Superflex Lima)
- Labitra Karina (già Superflex Mike)
- Mercandia IV (già Superflex November)
- Laut Teduh 2 (demolita nel 2012, già Superflex Whiskey)

## Tabella riassuntiva
| Anno        | Nome                                | Compagnia                  | Rotta                                                  | Note |
| ----------- | ----------------------------------- | -------------------------- | ------------------------------------------------------ | --- |
| 1989 - 1991 | Superflex Hotel                     | VR Shipping                | Tuborg Havn - Landskrona/Helsingborg                   | In disarmo presso il cantiere e a Copenaghen tra il 1988 ed il 1990 |
| 1992 - 1993 | Superflex Hotel, poi Freja Scarlett | Scarlett Line (noleggiata) | Tuborg Havn - Landskrona                               | |
| 1993 - 1995 | Freja Scarlett                      | /                          | Disarmo a Tuborg Havn dopo fallimento Scarlett Line    | / |
| 1995 - 2003 | Antonio Machado                     | ISNASA                     | 1995: Algeciras - Ceuta; 1996 - 1998: Tarifa - Tangeri | Disarmo da marzo '98 dopo fallimento ISNASA |
| 2003 - 2005 | Budelli                             | EneRmaR                    | 2004 - 2005: Palau - La Maddalena                      | Ristrutturata a Genova tra il 2003 ed il 2004 |
| 2005 - 2008 | Budelli                             | Bluvia                     | Villa San Giovanni - Messina                           | 25 febbraio 2006: incidente a Messina (danni lievi); 31 maggio 2006: urto con il molo nell'approdo di Tremestieri (danni piuttosto consistenti, portelloni sostituiti con altri più convenzionali); 10 novembre 2007: scontro con una gru a Messina (danni lievi al traghetto, ingenti per la gru) |
| 2008 - 2012 | Mongibello                          | Bluvia                     |                                                        | novembre 2008: fermata a tempo indeterminato dalla Capitaneria di Porto di Messina |
| 2012 -      | Ionas                               | Corfù Superflex II Ltd     | Virtsu - Kuivatsu (dal 2015)                           | in precedenza in servizio tra Corfù e Igoumenitsa e poi in Crimea. |